# Gyeongsang

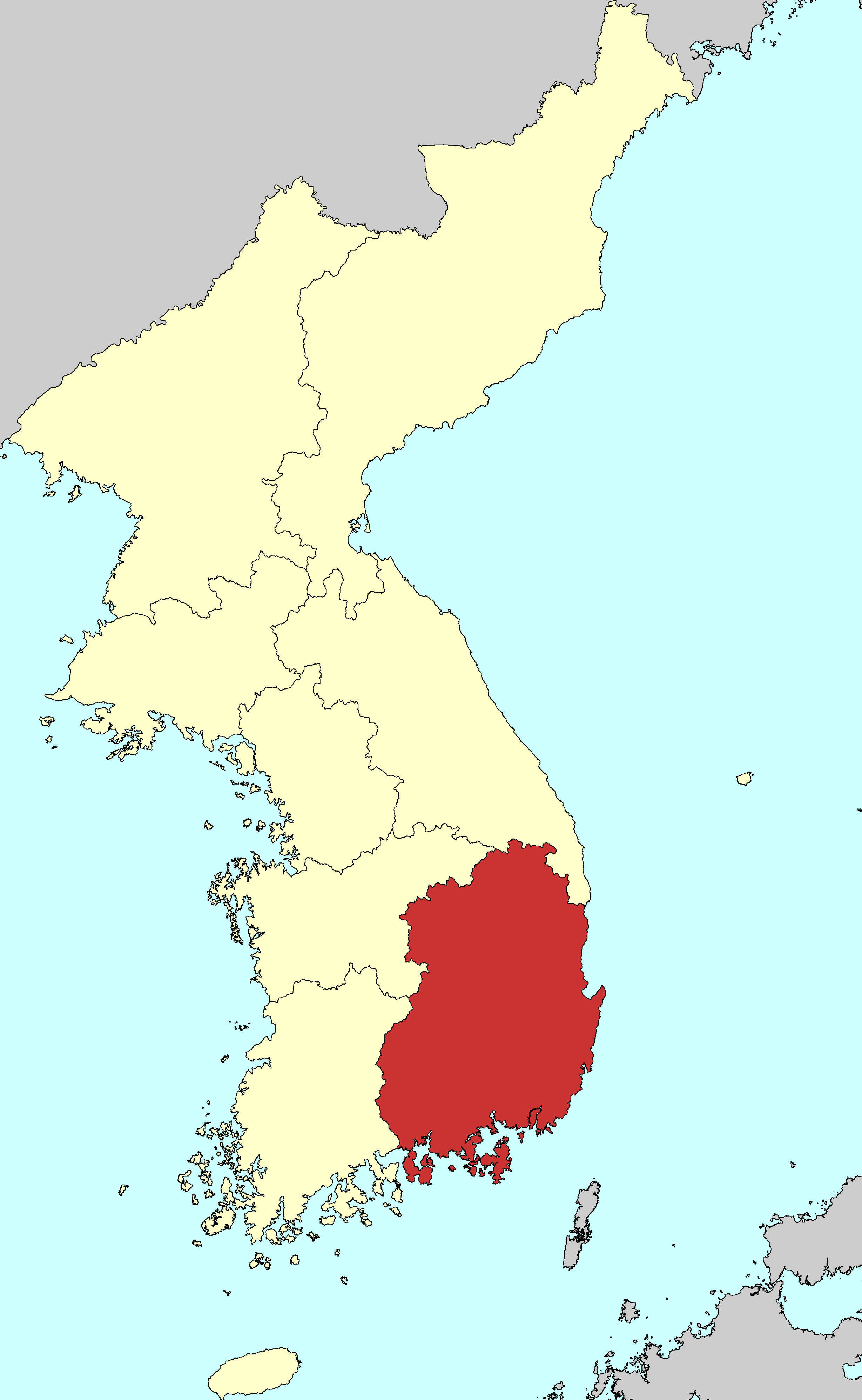
Gyeongsang

Gyeongsang, tidigare transkriberat Kyŏngsang, var en av de åtta provinserna i Korea under Joseon-dynastin. Huvudstad var Daegu; andra viktiga städer var Ulsan och Busan.
Provinsen är ursprungsområde för Silla, ett av Koreas tre kungariken som skapade det första enade koreanska kungadömet. Gyeongsang motsvarar ungefär Sillas gamla gränser. 1895 delades Gyeongsang i södra Gyeongsang och norra Gyeongsang, en indelning som varat till våra dagar. Gyeongsang-regionen är än idag en ekonomiskt och politiskt viktig region i Sydkorea och flera av Sydkoreas chaebol har sina rötter i regionen. Det konservativa Saenuri-partiet har ett starkt fäste i Gyeongsang och sex av Sydkoreas presidenter kommer från den gamla provinsen: Park Chung-hee, Roh Tae-woo, Chun Doo-hwan, Kim Young-sam, Roh Moo-hyun och Park Geun-hye.